# Stawiska (Węgorzewo)
Stawiska (deutsch Stawisken, 1938 bis 1945 Teichen) ist ein Ort in der polnischen Woiwodschaft Ermland-Masuren und gehört zur Stadt- und Landgemeinde Węgorzewo (Angerburg) im Powiat Węgorzewski (Kreis Angerburg).

## Geographische Lage
Stawiska liegt zwei Kilometer nordwestlich des Lababsees (polnisch Jezioro Łabap) im Nordosten der Woiwodschaft Ermland-Masuren. Bis zur Kreisstadt Węgorzewo (Angerburg) sind es elf Kilometer in nordöstlicher Richtung.

## Geschichte
Das kleine seinerzeit Teiche genannte und spätere Gutsdorf hieß nach 1785 Stawischken und dann bis 1938 Stawisken. Im Jahre 1874 wurde der Ort in den neu errichteten Amtsbezirk Steinort (polnisch Sztynort) eingegliedert, der zum Kreis Angerburg im Regierungsbezirk Gumbinnen der preußischen Provinz Ostpreußen gehörte. 95 Einwohner zählte man im Jahre 1910 in Stawisken, das sich am 17. Oktober 1928 mit den Nachbarorten Groß Steinort (Sztynort), Klein Steinort (Sztynort Mały) und Stobben (Pniewo) sowie der Insel Kirsaiten (Kirsajty) zur neuen Landgemeinde zusammenschloss. Am 3. Juni (amtlich bestätigt am 16. Juli) des Jahres 1938 erhielt Stawisken aus politisch-ideologischen Gründen der Abwehr fremdländisch klingender Namen die Umbenennung in „Teichen“.
Im Jahre 1945 wurde der Ort in Kriegsfolge mit dem südlichen Ostpreußen unter der Namensform „Stawiska“ Polen zugeordnet. Heute ist er eine Ortschaft im Verbund der Stadt- und Landgemeinde Węgorzewo im Powiat Węgorzewski, vor 1998 der Woiwodschaft Suwałki, seither der Woiwodschaft Ermland-Masuren zugehörig.

## Kirche
Stawisken resp. Teichen war bis 1945 in die evangelische Kirche Rosengarten in der Kirchenprovinz Ostpreußen der Kirche der Altpreußischen Union bzw. in die katholische Kirche Zum Guten Hirten in Angerburg im damaligen Bistum Ermland eingepfarrt. Heute sind die katholischen Einwohner Stawiskas in die Pfarrei der Christkönigskirche in Radzieje im jetzigen Bistum Ełk (Lyck) der Römisch-katholischen Kirche in Polen eingegliedert, während die evangelische Bevölkerung zur Kirchengemeinde in Węgorzewo, einer Filialgemeinde der Pfarrei Giżycko (Lötzen) in der Diözese Masuren der Evangelisch-Augsburgischen Kirche in Polen, gehört.

## Verkehr
Stawiska liegt an einer Nebenstraße, die die Woiwodschaftsstraße DW 650 bei Przystań (Pristanien, 1938 bis 1945 Paßdorf) mit Radzieje (Rosengarten) verbindet und weiter über Nowa Różanka (Neu Rosenthal) bis nach Stara Różanka (Alt Rosenthal) unweit von Kętrzyn (Rastenburg) führt. Die nächste Bahnstation ist Kamionek Wielki (bis 1928 Groß Steinort, 1928 bis 1945 Steinort) an der allerdings nicht mehr regulär betriebenen Bahnstrecke Kętrzyn–Węgorzewo (Rastenburg–Angerburg).